# Comté de York (Pennsylvanie)
Pour les articles homonymes, voir Comté de York.
Le comté d'York est un comté américain de l'État de Pennsylvanie. Au recensement de 2020, le comté compte 456 438 habitants. Il a été créé le 19 août 1749, à partir du comté de Lancaster et tire son nom soit du Duc d'York (un protecteur de la famille Penn) ou de la ville d'York en Angleterre. Le siège du comté se situe à York.

Le comté d'York se situe dans la vallée du Susquehanna, une région agricole fertile au centre-sud de la Pennsylvanie.

## Démographie
| Groupe            | Comté de York | Pennsylvanie | États-Unis |
| ----------------- | ------------- | ------------ | ---------- |
| Blancs            | 80            | 73,5         | 58         |
| Latino-Américains | 8,6           | 8,1          | 19         |
| Afro-Américains   | 5,6           | 10,5         | 12,1       |
| Asiatiques        | 1,4           | 3,4          | 6,2        |
| Métis             | 3,7           | 3,3          | 4,1        |
| Autres            | 0,4           | 0,4          | 0,5        |
| Amérindiens       | 0,1           | 0,1          | 0,9        |
| Océano-américains | 0,03          | 0,02         | 0,2        |
| Total             | 100           | 100          | 100        |

## Divisions

### Villes
- York

### Boroughs
| - Cross Roads - Dallastown - Delta - Dillsburg - Dover - East Prospect - Fawn Grove - Felton - Franklintown | - Glen Rock - Goldsboro - Hallam - Hanover - Jacobus - Jefferson - Lewisberry - Loganville - Manchester | - Mount Wolf - New Freedom - New Salem - North York - Railroad - Red Lion - Seven Valleys - Shrewsbury - Spring Grove | - Stewartstown - Wellsville - West York - Windsor - Winterstown - Wrightsville - Yoe - York Haven - Yorkana |

### Townships
| - Carroll - Chanceford - Codorus - Conewago - Dover - East Hopewell - East Manchester - Fairview - Fawn - Franklin - Heidelberg - Hellam | - Hopewell - Jackson - Lower Chanceford - Lower Windsor - Manchester - Manheim - Monaghan - Newberry - North Codorus - North Hopewell - Paradise - Peach Bottom | - Penn - Shrewsbury - Spring Garden - Springettsbury - Springfield - Warrington - Washington - West Manchester - West Manheim - Windsor - York |

### Census-designated places
| - East York - Emigsville - Grantley - New Market | - Parkville - Pennville - Queens Gate - Shiloh | - Spry - Stonybrook - Susquehanna Trails - Tyler Run | - Valley Green - Valley View - Weigelstown - Yorklyn |

### Autres communautés
| - Craley - Fireside Terrace - Hanover Junction | - Hopewell Center - Leaders Heights - Nauvoo - Ore Valley | - Spring Forge - Strinestown - Thomasville |